# Chen Chun

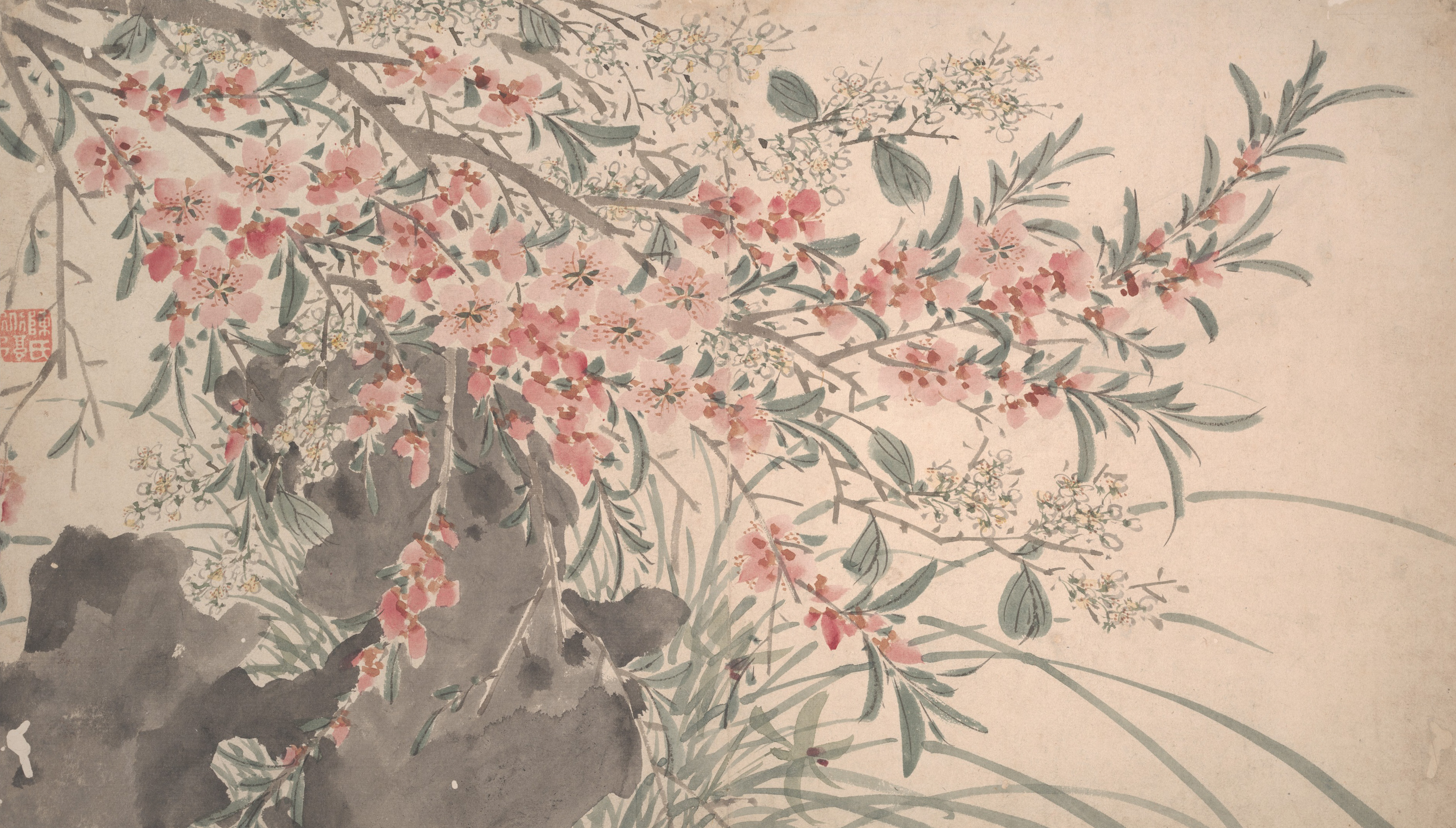
Tuinbloemen (1540), gewassen inkt en kleur op papier, collectie Metropolitan Museum of Art

Chen Chun (陳淳; 1483–1544) was een Chinees kunstschilder en kalligraaf uit de Ming-periode. Zijn omgangsnaam was aanvankelijk Daofu (道復) en later Fufu (復甫).  Zijn artistieke namen waren Baiyang (白陽) en Baiyang Shanren (白陽山人).

## Biografie
Chen werd geboren in een rijke familie van literati in Suzhou in de provincie Jiangsu. Hij werd in de kalligrafie en schilderkunst onderwezen door Wen Zhengming (1470–1559), een van de Vier Meesters van de Ming-dynastie en medeoprichter van de Wu-school.
Na zijn opleiding bij Wen ontwikkelde Chen een vrijere manier van werken in gewassen inkt. De werken van Song-meester Mi Fu hadden hierin een belangrijke invloed. Chen maakte veel shan shui-landschappen in de stijl van de Zuidelijke School, maar was met name bekend om zijn vogel- en bloemschilderingen in de stijl van Wens leraar Shen Zhou (1427–1509). Chen gebruikte vaak de xieyi-techniek (寫意; 'gedachten schetsen'). Hierom wordt hij vaak in één adem genoemd met de grillige Xu Wei (1521–1593).
- Gemeinsame Normdatei: 14288295X
- International Standard Name Identifier: 0000 0003 8691 9271
- KulturNav: d808295d-0e07-4ac3-a731-9660a71bf206
- Library of Congress Control Number: n78057094
- Bibliotheek van het Japanse parlement: 00553883
- Nederlandse Thesaurus van Auteursnamen: 191963445
- Trove: 1312088
- Union List of Artist Names: 500125633
- Virtual International Authority File: 96607928
- WorldCat: E39PBJfRyV3cpyqk4rc4RyYgKd